# Gråbrödraklostret i Lund
Gråbrödraklostret, eller Franciskanerkonventet Sankta Katarina, var ett franciskanerkonvent i Lund, som grundades 1238.
Franciskanerorden grundades 1223 av Franciskus av Assissi. Ordensdräkten är grå, därav namnet gråbröder. Orden var, liksom dominikanorden, en tiggarorden, vilket innebar att gråbröderna skulle följa ett fromhetsideal, som innebar att följa Kristus genom försakelse och fattigdom och ägna sig åt själavård och predikan.
Gråbrödrakonventet i Lund var en stor anläggning mot Stora Gråbrödersgatan, med en kyrka längs med Klostergatan. Klosterkyrkan invigdes 1276 av biskop Tyge II av Aarhus, eftersom Lund saknade egen biskop då. Kyrkan byggdes om på 1300-talet till en tegelkyrka, som fick en planlösning som invändigt påminner om franciskanernas ursprungliga klosterkyrka. Efter en eldsvåda byggde en ny kyrka, som invigdes 1383. Klostergatan gick då något söder om sitt nuvarande läge, så kyrkan stod över mer än hälften av den nuvarande Klostergatan. 

År 1432 inrättades ett Studium Generale i Lund, den medeltida benämningen på universitet, vilken var den första högskolan i Norden. 
Studierna bestod av föreläsningar, repetitioner av det man lyssnat på, samt disputationer. Undervisningen inleddes år 1438 och bedrevs troligen fram till reformationen i Danmark 1536, men nästan inget är längre känt om verksamheten vid läroanstalten.
I samband med reformationen drevs gråbröderna bort och kloster och kyrka raserades.